# Poudenas
Poudenas är en kommun i departementet Lot-et-Garonne i regionen Nouvelle-Aquitaine i sydvästra Frankrike. Kommunen ligger i kantonen Mézin som tillhör arrondissementet Nérac. År 2022 hade Poudenas 200 invånare.

## Befolkningsutveckling
Antalet invånare i kommunen Poudenas
| Referens: INSEE |